# Пауль Шоєрпфлюг
Генріх Лоренц Пауль Альфонс Шоєрпфлюг (нім. Heinrich Lorenz Paul Alfons Scheuerpflug; 3 липня 1895, Нетфен — 8 серпня 1945, Аушвіц) — німецький воєначальник, генерал-лейтенант вермахту. Кавалер Лицарського хреста Залізного хреста з дубовим листям.

## Біографія
Учасник Першої світової війни. Після демобілізації армії залишений в рейхсвері. З березня 1936 року — ад'ютант 35-ї піхотної дивізії, з 1 лютого 1940 року — 1-го армійського корпусу. Учасник Французької кампанії. З 1 березня 1941 року — командир 116-го піхотного полку 9-ї піхотної дивізії. Учасник німецько-радянської війни, відзначився у боях під Краснодаром. З 27 грудня 1942 по 20 липня 1943 року — ад'ютант штабу групи армій «A». З 25 жовтня 1943 року — командир 68-ї піхотної дивізії. В квітні 1945 року бився з радянськими військами в Чехії. 8 травня був поранений в районі Ягендорфа і взятий в полон з радянськими військами. Помер в тюремному лазареті. 

## Сім'я
17 серпня 1922 року одружився з Ерікою Велльварт, дочкою оберста Еріха Велльварта.

## Звання
- Фанен-юнкер (4 або 6 серпня 1914)
- Фанен-юнкер-єфрейтор (15 жовтня 1914)
- Фанен-юнкер-унтерофіцер (4 грудня 1914)
- Фенріх без патенту (22 березня 1915)
- Лейтенант без патенту (14 липня 1915) — 14 листопада 1915 року одержав патент від 10 серпня 1914 року.
- Оберлейтенант (31 липня 1925)
- Гауптман (1 лютого 1931)
- Майор (18 січня 1936)
- Оберстлейтенант (1 лютого 1939)
- Оберст (13 грудня 1941)
- Генерал-майор (1 січня 1944)
- Генерал-лейтенант (1 серпня 1944)

## Нагороди
- Залізний хрест
  - 2-го класу (22 вересня 1915)
  - 1-го класу (22 листопада 1917)
- Медаль «За відвагу» (Гессен) (3 листопада 1915) — вручена великим герцогом Ернстом Людвігом.
- Медаль Червоного Хреста (Пруссія) 3-го класу (27 січня 1917)
- Хрест «За заслуги у військовій допомозі» (17 квітня 1918)
- Нагрудний знак «За поранення» в чорному (30 липня 1925)
- Почесний хрест ветерана війни з мечами (24 грудня 1934)
- Медаль «За вислугу років у Вермахті»
  - 4-го, 3-го і 2-го класу (18 років) (2 жовтня 1936) — отримав 3 медалі одночасно.
  - 1-го класу (25 років) (серпень 1939)
- Медаль «За Атлантичний вал» (15 березня 1940)
- Застібка до Залізного хреста
  - 2-го класу (25 червня 1940)
  - 1-го класу (4 липня 1941)
- Медаль «За зимову кампанію на Сході 1941/42» (1 вересня 1942)
- Лицарський хрест Залізного хреста з дубовим листям
  - лицарський хрест (6 вересня 1942)
  - дубове листя (№791; 16 березня 1945)
- Тричі відзначений у Вермахтберіхт (10 листопада 1943, 14 грудня 1943 і 19 вересня 1944)